# Baron Sherborne

Wappen der Barons Sherborne

Baron Sherborne, of Sherborne in the County of Gloucester, war ein erblicher britischer Adelstitel in der Peerage of the United Kingdom.
Der Titel wurde am 20. Mai 1784 für den ehemaligen Unterhausabgeordneten James Dutton geschaffen.
Der Titel erlosch beim Tod seines Ururururenkels, des 8. Barons, am 20. April 1985.

## Liste der Barons Sherborne (1784)
- James Dutton, 1. Baron Sherborne (1744–1820)
- John Dutton, 2. Baron Sherborne (1779–1862)
- James Dutton, 3. Baron Sherborne (1804–1883)
- Edward Dutton, 4. Baron Sherborne (1831–1919)
- Frederick Dutton, 5. Baron Sherborne (1840–1920)
- James Dutton, 6. Baron Sherborne (1873–1949)
- Charles Dutton, 7. Baron Sherborne (1911–1982)
- Ralph Dutton, 8. Baron Sherborne (1898–1985)